# Huisseau-sur-Mauves
Huisseau-sur-Mauves is een gemeente in het Franse departement Loiret (regio Centre-Val de Loire). De plaats maakt deel uit van het arrondissement Orléans. Huisseau-sur-Mauves telde op 1 januari 2022 1.754 inwoners.

## Geografie
De oppervlakte van Huisseau-sur-Mauves bedroeg op 1 januari 2022 37,16 vierkante kilometer; de bevolkingsdichtheid was toen 47,2 inwoners per km².

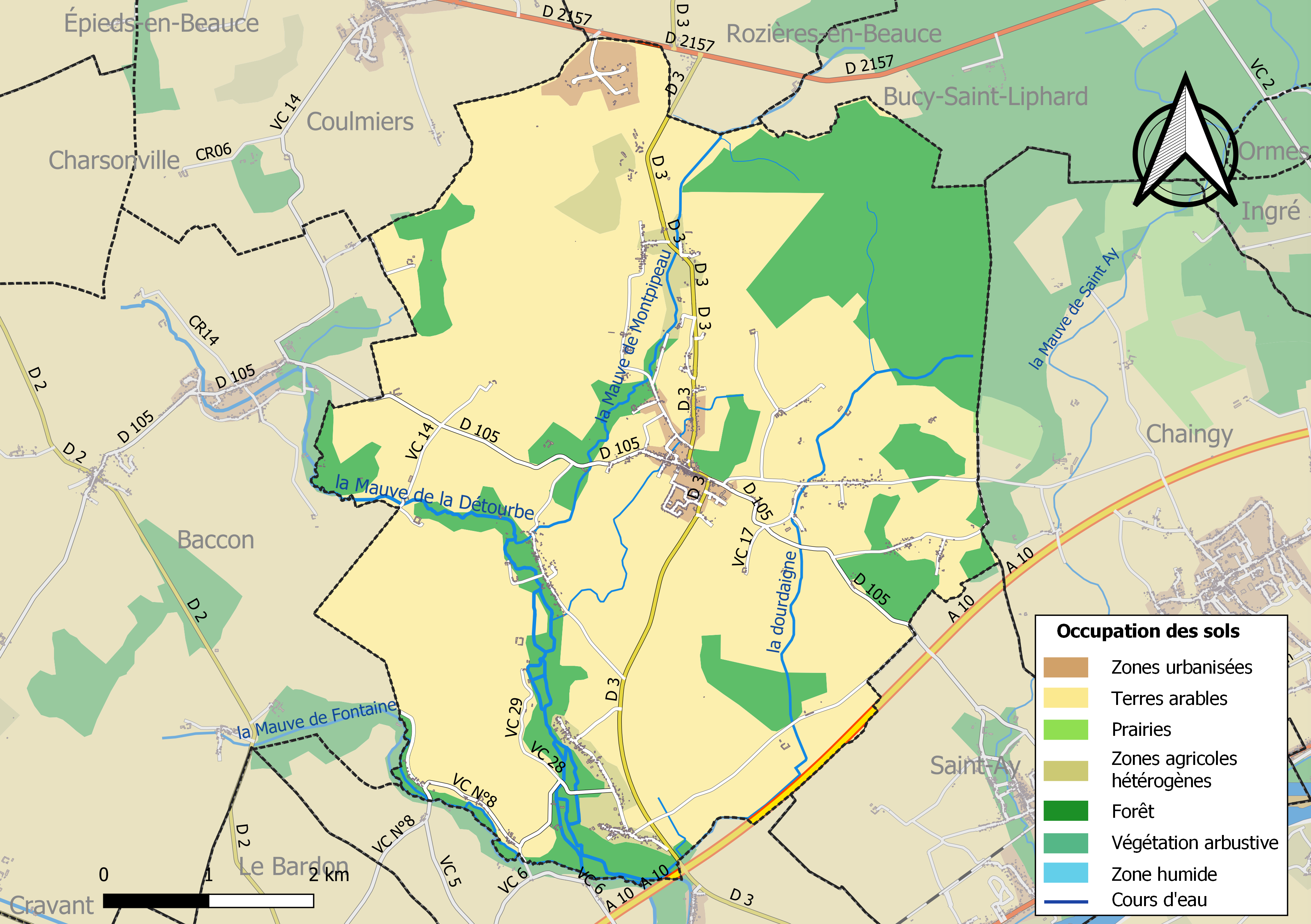
Kaart van de gemeente met de belangrijkste infrastructuur, bodemgebruik en omliggende gemeenten

## Demografie
Onderstaande figuur toont het verloop van het inwonertal (bron: INSEE-tellingen).